# Joseph Theurel
Joseph-Simon Theurel, né le 27 octobre 1829 au village de La Rochelle, paroisse de Laître dans le diocèse de Besançon, et mort le 3 novembre 1868 à Ké-So (Tonkin), est un missionnaire français qui fut vicaire apostolique au Tonkin occidental.

## Biographie
Joseph Theurel fait ses études au petit séminaire de Luxeuil, puis au grand séminaire de Besançon. Il entre en 1849 au séminaire des Missions étrangères de Paris, où il se lie d'amitié avec saint Théophane Vénard (il sera martyrisé au Tonkin en 1861). Il est ordonné prêtre le 8 juin 1852 et part le 19 septembre suivant pour le Tonkin occidental, où il arrive un an plus tard en octobre.
Mgr Retord, son vicaire apostolique, lui fait administrer une mission pendant qu'il apprend la langue et il se charge d'une imprimerie, pour éditer les livres des élèves du collège et autres livres utiles pour la tenue d'une chrétienté. Il est nommé en 1856 supérieur du collège de Hoang-nguyen et professeur de rhétorique, et également provicaire l'année suivante.
La terrible persécution de 1858 qui frappe le Tonkin l'oblige à s'enfuir en lieu sûr, cependant, il est choisi comme coadjuteur de Mgr Jeantet et consacré évêque in partibus d'Acanthe (de) à Ké-tru, en mars 1859 par Charles-Hubert Jeantet (de). Il a comme crosse un bâton de bambou...Les épreuves se poursuivent et il est contraint de se cacher chez des villageois.
Après le traité de 1862, il peut enfin exercer son ministère librement et rédige un dictionnaire français-annamite. Il part se reposer en France en 1865 et revient à la fin de 1866 pour succéder à Mgr Jeantet. Il choisit comme coadjuteur Paul-François Puginier, mep, qu'il sacre en 1868 à Hoang-nguyen. Il obtient un décret royal pour relever de ses ruines le village chrétien de Ke-Vinh. Il meurt épuisé en novembre 1868 à la mission de Ké-So.

## Succession apostolique
Joseph Theurel a ordonné les évêques suivants :
- Évêque Paul-François Puginier, M.E.P. † (1868)